# Lawrence E. Payne
Lawrence Edward Payne (* 2. Oktober 1923 in McLeansboro, Hamilton County, Illinois oder Enfield, White County, Illinois; † 11. August 2011 in Ithaca, New York) war ein US-amerikanischer Mathematiker.

## Leben und Wirken
Lawrence E. Payne, genannt Larry Payne, wurde als Sohn von Robert Ulysses Payne (1898–1990) und Harriet Gertrude Payne geb. Lasher (1898–1948) geboren und hatte vier Geschwister. Er trat 1943 in die U.S. Navy ein, die ihm ein Maschinenbaustudium an der Iowa State University ermöglichte. 1946 graduierte er dort zum Bachelor of Science. Anschließend arbeitete er ein Jahr lang als Ingenieur, kehrte aber zur Iowa State University zurück, um dort Angewandte Mathematik zu studieren. Dieses Studium schloss er 1948 mit dem Master of Science und 1950 mit dem Ph.D. bei Dio Lewis Holl ab. Nach einem Jahr als Assistenzprofessor an der University of Arizona, trat er 1951 dem neu gegründeten Institut für Fluiddynamik und Angewandte Mathematik der University of Maryland bei. Von 1965 bis 1994 war er Professor für Mathematik an der Cornell University. Dort war er auch Direktor des Center for Applied Mathematics und von 1977 bis 1979 Associate Chairman des Mathematikdepartments. Aufenthalte als Gastwissenschaftler oder Gastprofessor führten ihn an die ETH Zürich, die Humboldt-Universität zu Berlin, die Universität Genua, die Universität Florenz, die University of Newcastle upon Tyne, die University of Glasgow, das University College Dublin, die University of Virginia, die University of Tennessee, die University of Delaware, die University of Wisconsin und die Heriot-Watt University.
Payne arbeitete auf dem Gebiet der partiellen Differentialgleichungen, insbesondere über solche, die bei der Beschreibung von Festkörpern und Flüssigkeiten auftreten. Er lieferte unter anderem Beiträge zur Elastizitätstheorie, zum Maximumprinzip und seinen Anwendungen in der Elastizitätstheorie, zu isoperimetrischen Ungleichungen, zu a-priori-Abschätzungen, zum Mittelwertsatz der Differentialrechnung, zur Korn’schen Ungleichung, zum Prinzip von St. Venant und zu in korrekt gestellten Problemen.
1972 erhielt Payne für seine Arbeit Isoperimetric inequalities and their applications den Leroy P. Steele Prize der American Mathematical Society, deren Mitglied er seit 1948 war. Er war Fellow der American Academy of Mechanics und seit 1991 der Royal Society of Edinburgh. Im April 1990 erhielt er die Würde eines Doctor of Science (honoris causa) von der National University of Ireland und 1992 die Citation of Merit des College of Liberal Arts and Sciences der Iowa State University.
Payne hatte irische Wurzel und beschäftigte sich auch mit der Genealogie. Er heiratete Ruth Winterstein (1927–1999) und bekam mit ihr fünf Kinder. Er starb an Lymphdrüsenkrebs und wurde in der Pleasant Grove Cemetery, Cayuga Heights, New York, bestattet.
Zu seinen Doktoranden gehört James H. Bramble.

## Werke
Payne veröffentlichte fast 300 wissenschaftliche Arbeiten und zwei Bücher.
- Static Wheel Loads on Airplane Landing Slabs. Thesis (M.S.), Iowa State College, 1948
- Torsion and flexure of composite sections. Thesis (Ph.D.), Iowa State College, 1950
- mit Robin John Knops: Uniqueness theorems in linear elasticity (= Springer tracts in natural philosophy, Band 19). Springer, Berlin [u. a.] 1971, ISBN 3-540-05253-4, ISBN 0-387-05253-4
- Improperly Posed Problems in Partial Differential Equations (= CBMS-NSF regional conference series in applied mathematics, Band 22). Society for Industrial and Applied Mathematics (SIAM), Philadelphia 1975